# Arnold Gerschwiler

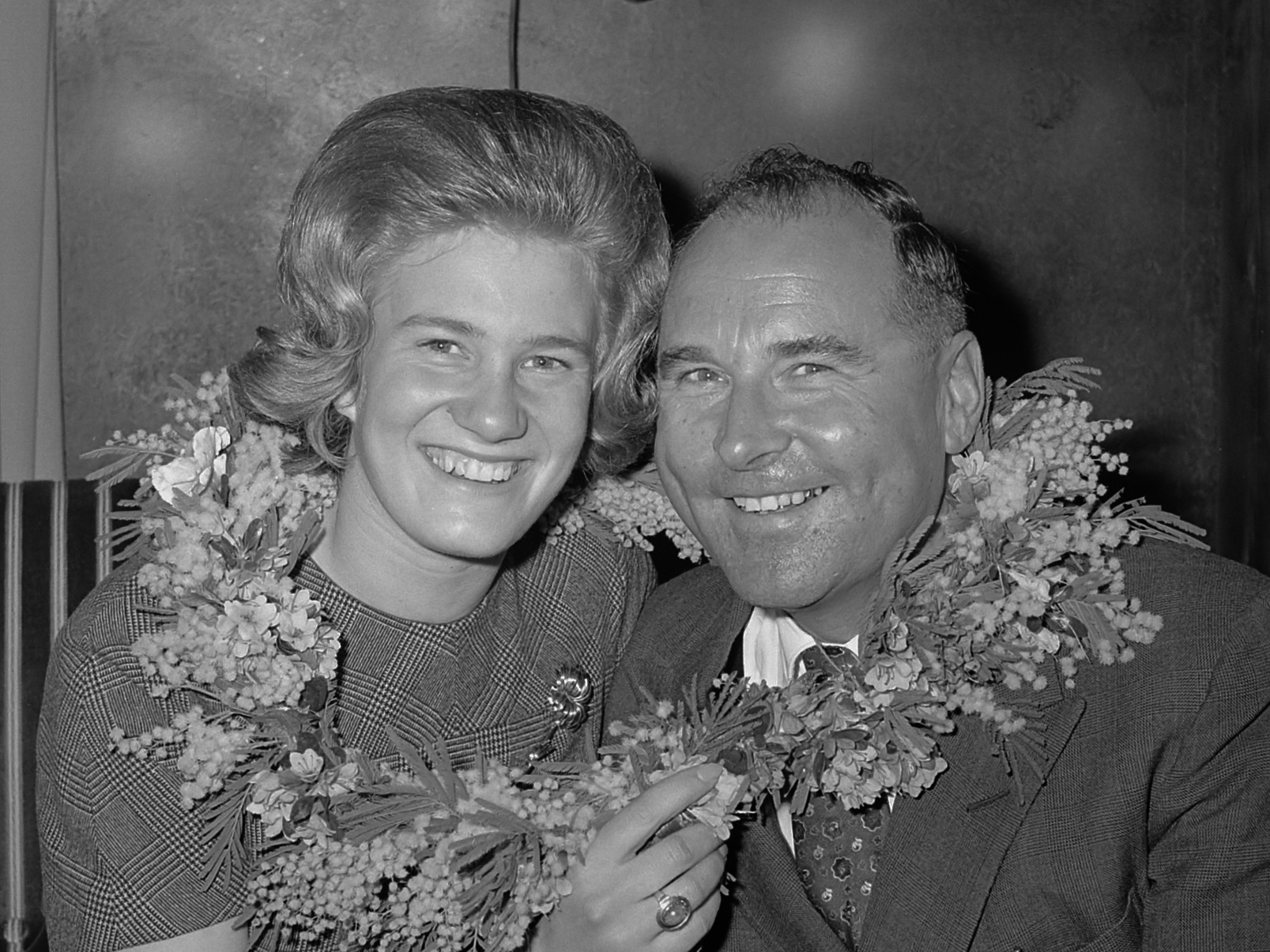
Sjoukje Dijkstra und Arnold Gerschwiler (1963)

Arnold Gerschwiler (* 28. Mai 1914  in Arbon; † 22. August 2003 in Cheam, England) war ein Schweizer Eiskunstlauftrainer.
Gerschwiler war der Halbbruder des Eiskunstlauftrainers Jacques Gerschwiler und der Onkel des Eiskunstlauf-Weltmeisters von 1947, Hans Gerschwiler, den er selbst als Trainer zu diesem Titel führte. Er trainierte in London, nachdem Jacques Gerschwiler ihn dazu ermuntert hatte. Er wurde ab 1938 Cheftrainer am Richmond Ice Rink und ab 1964 dessen Direktor bis 1992. Zu seinen Schülern gehörten Alena Vrzáňová, Sjoukje Dijkstra, John Curry und Valda Osborn.
Gerschwiler heiratete 1941 Violet Blundell, mit ihr hatte er zwei Töchter, Stella und Claire.
Er wurde 1985 in die Eiskunstlauf Hall of Fame aufgenommen und 1997 mit dem Order of the British Empire ausgezeichnet.